# The Mandalorian (bande originale)
Pour les articles homonymes, voir Mandalorien (homonymie).
La bande originale de The Mandalorian a été composée par Ludwig Göransson.

## Développement
Les albums des épisodes de la saison 1 sont disponibles le jour de sortie de l'épisode.

## Listes des titres

### Saison 1

#### Chapitre 1:Le Mandalorien
| 1.    | Hey Mando!            | 2:13 |
| 2.    | Face to Face          | 5:13 |
| 3.    | Back for Beskar       | 2:25 |
| 4.    | HammerTime            | 2:17 |
| 5.    | Blurg Attack          | 1:25 |
| 6.    | You Are a Mandalorian | 3:55 |
| 7.    | Bounty Droid          | 3:02 |
| 8.    | The Asset             | 1:35 |
| 9.    | The Mandalorian       | 3:18 |
| 25:23 |                       |      |

#### Chapitre 2:L'Enfant
| 1.    | Walking on Mud   | 1:38 |
| 2.    | Jawas Attack     | 3:46 |
| 3.    | Trashed Crest    | 2:18 |
| 4.    | To the Jawas     | 1:35 |
| 5.    | The Egg          | 2:54 |
| 6.    | The Mudhorn      | 3:00 |
| 7.    | Celebration      | 3:31 |
| 8.    | The Next Journey | 2:35 |
| 21:17 |                  |      |

#### Chapitre 3:Le Péché
| 1.    | A New Day           | 5:30 |
| 2.    | Mandalore Way       | 3:21 |
| 3.    | Signet Forging      | 2:02 |
| 4.    | Second Thoughts     | 4:19 |
| 5.    | Whistling Bird      | 2:22 |
| 6.    | Mando Rescue        | 2:14 |
| 7.    | I Need One of Those | 1:34 |
| 21:22 |                     |      |

#### Chapitre 4:Le Sanctuaire
| 1.    | The Ponds of Sorgan | 3:09 |
| 2.    | Off the Grid        | 1:47 |
| 3.    | Can I Feed Him?     | 3:34 |
| 4.    | Training the Plebs  | 3:10 |
| 5.    | Camp Attack         | 2:22 |
| 6.    | Spirit of the Woods | 5:10 |
| 7.    | Stay                | 2:21 |
| 8.    | Mando Says Goodbye  | 1:20 |
| 22:53 |                     |      |

#### Chapitre 5:Mercenaire
| 1.    | Warm or Cold      | 1:39 |
| 2.    | Bright Eyes       | 1:40 |
| 3.    | Stuck with Me Now | 2:26 |
| 4.    | Speederbikes      | 2:21 |
| 5.    | Raiders           | 1:20 |
| 6.    | Night Riders      | 3:29 |
| 7.    | The Hangar        | 6:06 |
| 8.    | Farewell          | 2:09 |
| 20:10 |                   |      |

#### Chapitre 6:Le Prisonnier
| 1.    | Welcome Back                    | 3:49 |
| 2.    | The Gang                        | 2:06 |
| 3.    | Greatest Warriors in the Galaxy | 1:29 |
| 4.    | Let's Just Do It                | 1:22 |
| 5.    | Hyperspace                      | 2:50 |
| 6.    | Little Mousey                   | 2:54 |
| 7.    | Tracking Beacon                 | 2:58 |
| 8.    | My Saviour                      | 1:07 |
| 9.    | Mando on the Move               | 1:13 |
| 10.   | Nice Family                     | 2:25 |
| 11.   | Mando's Back                    | 7:15 |
| 29:28 |                                 |      |

#### Chapitre 7:La Confrontation
| 1.    | Man of Honour                        | 2:19 |
| 2.    | Reprogram                            | 2:32 |
| 3.    | Kuiil                                | 1:22 |
| 4.    | The Standoff                         | 2:57 |
| 5.    | Black Skies                          | 4:37 |
| 6.    | This Is It                           | 1:57 |
| 7.    | The Arrival                          | 3:16 |
| 8.    | The Mandalorian (Orchestral Version) | 2:20 |
| 21:20 |                                      |      |

#### Chapitre 8:Rédemption
| 1.    | Check Point                 | 1:21 |
| 2.    | Nurse Droid                 | 1:08 |
| 3.    | The Ewebb                   | 4:06 |
| 4.    | A Thousand Tears            | 4:06 |
| 5.    | Nurse and Protect           | 3:59 |
| 6.    | A Warrior's Death           | 3:07 |
| 7.    | What Remains in the Tunnels | 3:10 |
| 8.    | Clan of Two                 | 3:32 |
| 9.    | Sacrifice                   | 3:29 |
| 10.   | Mando Flies                 | 2:04 |
| 11.   | The Baby                    | 3:20 |
| 33:22 |                             |      |

### Saison 2

#### Volume 1: Chapitres 9 à 12
| 1.    | Mando Is Back             | 4:04 |
| 2.    | Enjoy the Fights          | 2:55 |
| 3.    | The Marshal's Tale        | 6:05 |
| 4.    | Tusken Raiders            | 3:18 |
| 5.    | Get the Child             | 2:06 |
| 6.    | Beneath the Ice           | 5:25 |
| 7.    | Snacks                    | 2:46 |
| 8.    | Reunited                  | 1:40 |
| 9.    | Ship o hoj, Mandalorians! | 7:59 |
| 10.   | Long Live the Empire      | 4:05 |
| 11.   | Back Together             | 2:19 |
| 12.   | Experiment                | 5:16 |
| 13.   | Quite a Soldier           | 2:46 |
| 50:44 |                           |      |

#### Volume 2: Chapitres 13 à 16
| 1.    | The Sorcerer             | 3:32 |
| 2.    | The Story                | 6:48 |
| 3.    | A Mandalorian and a Jedi | 1:57 |
| 4.    | Ahsoka Lives             | 3:43 |
| 5.    | The Seeing Stone         | 2:12 |
| 6.    | Capture the Flag         | 5:38 |
| 7.    | The Armor                | 2:43 |
| 8.    | Invaders on Their Land   | 2:48 |
| 9.    | Brown Eyes               | 2:51 |
| 10.   | Rest in Peace            | 2:44 |
| 11.   | Activated                | 6:08 |
| 12.   | The Sword                | 3:07 |
| 13.   | Troopers                 | 2:33 |
| 14.   | A Friend                 | 3:52 |
| 15.   | Open the Door            | 4:52 |
| 16.   | Come with Me             | 2:45 |
| 58:13 |                          |      |

## Accueil
La bande originale de The Mandalorian est différente de celle des films Star Wars. La série se définit en effet comme faisant partie du genre space western, sa bande originale est donc très proche des musiques de ce genre. Cela explique pourquoi de nombreux spectateurs se sont retrouvés désorientés au début de la diffusion de la série.
Mêlant des thèmes composés par John Williams pour les films avec des airs de western, les musiques composées par Ludwig Göransson permettent à la série d'acquérir sa propre identité selon le producteur et réalisateur Jon Favreau,. Rebecca Patton de Bustle estime une semaine après la sortie du premier épisode en novembre 2019, que cette originalité de mélange des genres permet à la bande originale de The Mandalorian de se tenir à la même place que celle des autres films Star Wars, elle la qualifie de « légendaire ». Le thème musical principal accompagnant le Mandorien dans ses pérégrinations est joué à la flute à bec basse par Ludwig Göransson

## Récompenses et nominations
| Année | Récompense            | Catégorie                              | Résultat   |
| ----- | --------------------- | -------------------------------------- | ---------- |
| 2020  | Primetime Emmy Awards | Meilleure musique dans une série       | Lauréat    |
| 2021  | Primetime Emmy Awards | Meilleure musique dans une série       | Lauréat    |
| 2022  | Grammy Awards         | Meilleure musique dans un média visuel | Nomination |